# Mitreo de Londres

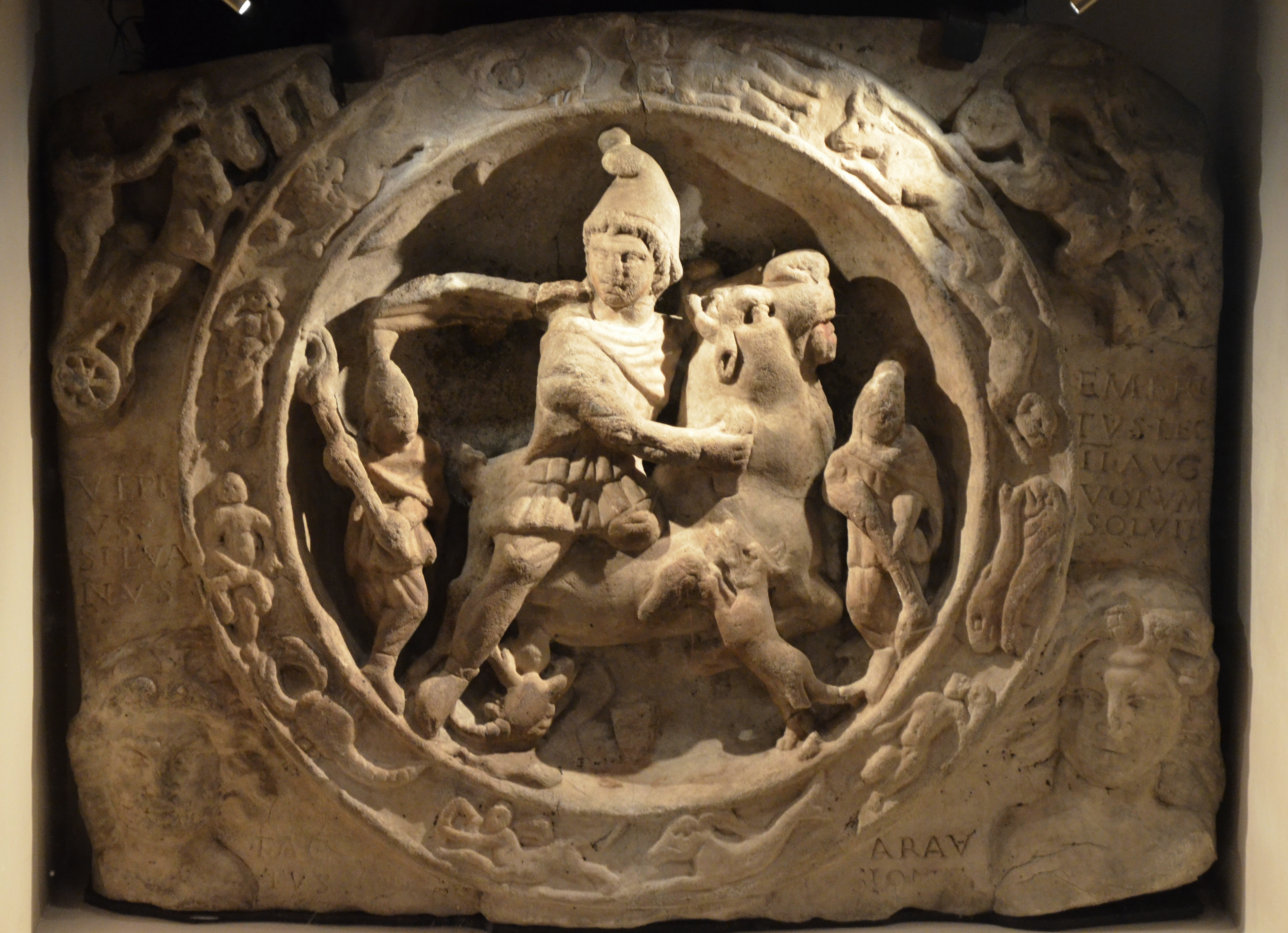
Relieve de mármol que representa a Mitra matando al toro (tauroctonía) encontrado en el Mitreo y expuesto en el Museo de Londres.

El Mitreo de Londres (en inglés: London Mitraeum), también conocido como el templo de Mitra, Walbrook, es un mitreo —templo dedicado a Mitra— romano descubierto durante la construcción de un edificio en 1954 en Walbrook, una calle de la City de Londres, Inglaterra. El yacimiento se trasladó a cien metros para permitir la construcción del edificio y se convirtió en uno de los descubrimientos más célebres del siglo XX en Londres, debido a los escasos monumentos romanos en la ciudad. El 14 de noviembre de 2017 se abrió de nuevo al público en su lugar de origen, actualmente en la sede europea de Bloomberg.

## Excavación
El solar donde se iba a construir un nuevo edificio había sido bombardeado por la Alemania nazi durante la batalla de Inglaterra en la Segunda Guerra Mundial. Durante las catas arqueológicas, el yacimiento fue descubierto y comenzó a excavarse por William Francis Grimes, director del Museo de Londres, y por Audrey Williams en 1954. El templo, que al principio se consideró que podría ser una iglesia cristiana primitiva, fue construido durante el siglo III y fue dedicado al dios Mitra, muy popular entre los soldados romanos. En el siglo IV se dedicó probablemente a Baco. De esta época se encontraron mármoles muy detallados e importados de Italia de Mitra, Mercurio, Serapis y probablemente de Minerva enterrados en el interior, así como figuras de arcilla de Venus peinándose. Los artefactos se recuperaron y fueron exhibidos en el Museo de Londres. Entre las esculturas los arqueólogos hallaron la cabeza del dios Mitra con el gorro frigio, con signos evidentes de haber estado unida al resto del cuerpo.
Otros artefactos encontrados en Walbrook en 1889 también pudieron provenir del Mitreo, según el arqueólogo Ralph Merrifield, aunque no fueron identificados en la época. Se trata de un relieve marmóreo de Mitra matando a un toro, la tauroctonía. Mitra se encuentra acompañado de Cautes y Cautópates, dos figuras que representan la luz y la oscuridad en la rueda cósmica anual del zodiaco; en la esquina superior izquierda, el dios Helios asciende a los cielos en su biga y en la superior izquierda Luna desciende en su carruaje. Las cabezas de los dioses del viento, Bóreas y Céfiro, se encuentran en las esquinas inferiores. Alberga la siguiente inscripción.

VLPIVS SILVANVS EMERITVS LEG II AVG VOTVM SOLVIT FACTVS ARAVSIONE
Ulpius Silvanis, soldado veterano de la Segunda Legión Augusta, en cumplimento de su juramento, realiza este altar [como resultado de] una visión.

Asimismo, a continuación se expone otra de las inscripciones del yacimiento, datada entre el año 307 y 310:

PRO SALVTE D N CCCC ET NOB CAES DEO MITHRAE ET SOLI INVICTO AB ORIENTE AD OCCIDENTEM
Para la salvación de nuestros señores los cuatro emperadores y el noble César, y al dios Mitra, el Sol Invencible de este a oeste.

A la vez que se realizaban otras de construcción entre 2010 y 2014 el Museum of London Archaelogy encargó a un equipo de 50 arqueólogos excavar en el lugar. El proyecto recuperó más de 14.000 artefactos, incluyendo un gran número de herramientas. Los objetos pudieron ser transportados allí desde vertederos de otros lugares para mejorar las orillas pantanosas del río Walbrook durante la reconstrucción de Londres tras la revuelta de Boudica en el año 60 o 61.
El terreno inundado habría preservado hasta material orgánico como zapatos de cuero y alrededor de 400 tablillas de escribir de madera. Las tablillas se encontraron cubiertas de cera oscura y se habían escrito mensajes en la cera con un estilete, que revelaban el color más claro de la madera en el interior. La cera se echó a perder, pero se pudieron recuperar las frases gracias a las marcas en la misma madera. Entre las escrituras se halla el documento financiero más antiguo de Londres, datado en el año 57, y las menciones más antiguas de Londres de los años 62 y 70.

## Reubicación

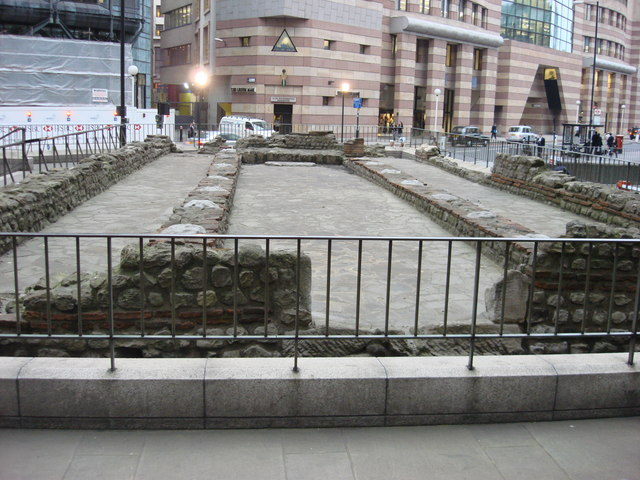
Restos del Mitreo en su anterior ubicación en Temple Court, a 100 metros de su lugar de origen.

El mitreo original se construyó semienterrado, emulando la cueva de Mitra según era común en la religión. Debido a la construcción un nuevo edificio en septiembre de 1954, las ruinas fueron trasportadas 100 metros hasta Temple Court, en la calle Queen Victoria, donde se volvieron a exhibir al aire libre desde 1962. La reconstrucción llevó a una serie de errores que provocaron críticas por los materiales usados.
En 2007 realizó un proyecto para reubicar el Mitreo a su ubicación original, tras la demolición del edificio que ocupaba su lugar y otros cuatro edificios de la manzana para la futura plaza de Walbrook, diseñada por Foster and Partners y Jean Nouvel Architects. Sin embargo, los rediseños y disputas entre los propietarios Legal & General y Metrovacesa llevaron a una suspensión del plan en octubre de 2008. Posteriormente, el proyecto fue adquirido por la compañía Bloomberg en 2010, quienes se comprometieron a reubicar el mitreo en su lugar de origen como parte de su nueva sede europea. Las ruinas se construyeron tal y como se encontraron al final de la excavación de 1954, reflejando la primera fase del edificio en torno al año 240 sin adiciones romanas posteriores. Las piedras y los ladrillos son los originales, mientras que la madera, el enlucido y el mortero de cal tuvieron que ser reconstruidos según los usados en edificios coetáneos. Finalmente, el yacimiento fue abierto al público el 14 de noviembre de 2017, al que puede accederse de manera gratuita con reserva.